# گرویبینگن
گرویبینگن (به آلمانی: Gruibingen) یک شهر در آلمان است که در گوپینگن واقع شده‌است. گرویبینگن ۲٬۱۶۹ نفر جمعیت دارد.